# جيمي واين
جيمي واين (بالإنجليزية: Jimmy Wayne)‏ هو مغن مؤلف ومغني أمريكي، ولد في 23 أكتوبر 1972 في كينغز ماونتن في الولايات المتحدة.

## وصلات خارجية
- الموقع الرسمي
- جيمي واين على موقع IMDb (الإنجليزية)
- جيمي واين على موقع ميوزك برينز (الإنجليزية)
- جيمي واين على موقع أول موفي (الإنجليزية)
- جيمي واين على موقع أول ميوزيك (الإنجليزية)
- جيمي واين على موقع ديسكوغز (الإنجليزية)
- جيمي واين على موقع كينوبويسك (الروسية)